# Unanimated
Unanimated je švedski melodični death metal sastav.

## Povijest
Sastav je osnovan 1988. u Stockholmu. Inspiriran sastavom Dismember, objavili su dva albuma. Prvi album sastava In the Forest of the Dreaming Dead bio je jedan od prvih albuma melodičnog death metala. Godine 1995. diskografska kuća No Fashion Records objavila je album Ancient God of Evil. Sastav se pojavio na albumu Slatanic Slaughter na kojem je svirao obrade pjesama Slayera "Dead Skin Mask". Glazba sastava sadrži elemente death metala, black metala i melodičnog death metala. Sastav se raspao 1996., ali se vratio 2007. i 2009. objavio treći album In the Light of Darkness. Godine 2011. bubnjar Peter Stjärnvind napušta sastav. Zamijenio ga je bubnjar sastava Unleashed, Anders Schultz. Godine 2021. objavljen je četvrti album sastava Victory in Blood.

## Diskografija
Studijski albumi
- In the Forest of the Dreaming Dead (1993.)
- Ancient God of Evil (1995.)
- In the Light of Darkness (2009.)
- Victory in Blood (2021.)

Demoalbumi
- Rehearsal Demo 1990 (1990.)
- Fire Storm (1991.)

EP-ovi
- Annihilation (2018.)

## Postava sastava
Trenutna postava
- Johan Bohlin – gitara (1988. – 1996., 2007. – danas)
- Richard Cabeza – vokal (1988. – 1991.), bas-gitara (1990. – 1991., 1993. – 1996., 2007. – danas)
- Micke Broberg – vokal (1991. – 1996., 2007. – danas)
- Anders Schultz – bubnjevi (2011. – danas)
- Jonas Deroueche – gitara (2016. – danas)

Bivši članovi
- Tim Strandberg – bas-gitara (1988. – 1990.)
- Peter Stjärnvind – bubnjevi (1988. – 1996., 2007. – 2011.)
- Chris Alvarez – gitara (1988. – 1990.)
- Jonas Mellberg – solo gitara (1991. – 1996.)
- Daniel Lorthagen – bas-gitara (1993.)